# Internet2
Internet 2.0 é um consórcio de redes de computadores avançadas sem fins lucrativos, desenvolvido nos Estados Unidos por membros das comunidades de pesquisa e educação, indústria e governo daquele país. Voltada para projetos nas áreas de saúde, educação e administração pública, oferece aos usuários recursos que não estão disponíveis na internet comercial, como a criação de laboratórios virtuais e de bibliotecas digitais.
Nos Estados Unidos da América, já é possível que médicos acompanhem cirurgias a distância por meio da nova rede.
No Brasil, a internet2 deverá interligar os computadores de instituições públicas e privadas, como universidades, órgãos federais, estaduais e municipais, centros de pesquisas, empresas de TV a cabo e de telecomunicação.
Em princípio, estão conectados os computadores ligados às universidades públicas que participam do projeto, e apenas para fins de pesquisa. Participam da Rede Rio 2 a Universidade Federal do Rio de Janeiro, o Centro Brasileiro de Pesquisas Físicas, a Pontifícia Universidade Católica do Rio de Janeiro, a Fundação Osvaldo Cruz e a empresa de telefonia Telemar. Essas instituições estão interligadas por cabos de fibra óptica e operam a uma velocidade de 155 megabits por segundo (mbps). Elas também estão conectadas por meio de circuitos digitais a uma série de organizações, com as quais se comunicam a uma velocidade de 64 quilobits por segundo (kbps). No estado de São Paulo foi criada a rede KyaTera, da qual participam atualmente mais de 500 pesquisadores e diversos laboratórios.
O limite teórico da taxa de transferência pela Internet2 é de 10 Gbps (gigabits por segundo), o que resulta em 1,25 GB/s (gigabytes por segundo). Isso significa que todo o conteúdo de um DVD (~4,38 GB) pode ser transferido em 3,5 segundos (se a velocidade fosse ao máximo). O recorde de velocidade na Internet2 é de um grupo de pesquisadores guiados pela Universidade de Tóquio. Eles conseguiram a marca de 9,08 Gbps, o que se aproxima muito do limite teórico.